# Geroda (Bavière)
Pour les articles homonymes, voir Geroda.
Geroda est une commune de Bavière (Allemagne), située dans l'arrondissement de Bad Kissingen, dans le district de Basse-Franconie.
Sa population était de 929 habitants en 2011.